# Raghupathi Venkaiah Naidu
Pour les articles homonymes, voir Naidu.
Raghupathi Venkaiah Naidu (en télougou : రఘుపతి వెంకయ్య నాయుడు గారు) est un producteur de cinéma et un réalisateur indien,, né le 15 octobre 1887 à Machilipatnam (présidence de Madras, Raj britannique) et mort le 15 mars 1941. Pionnier dans la production de films muets et sonores, il est considéré comme le père du cinéma télougou.
Il est la première personne à construire et gérer des cinémas à Madras. Il a notamment promu la cinématographie lors de ses voyages à travers l'Asie.
Le Raghupathi Venkaiah Award (en) récompense les meilleurs artistes du cinéma télougou,.